# Chelidonium flavovirens
Chelidonium flavovirens là một loài bọ cánh cứng trong họ Cerambycidae.